# Palazzo de Beaumont Bonelli
Palazzo de Beaumont Bonelli è un palazzo storico nobiliare situato nel centro storico di Taranto in Corso V. Emanuele II n 39.

## Storia
Il palazzo è stato eretto alla fine del 1600 sopra delle strutture preesistenti consistenti in ambienti ipogeici frutto dell'opera di cavaggio degli spartani che quando costruirono la città, per reperire il materiale da costruzione, cavarono il banco di calcarenite (175.000 anni di datazione geologica). In questo modo si realizzavano vasti ambienti sotterranei utilizzati in vario modo nei secoli successivi. L'insieme degli ambienti costituisce l'ipogeo de Beaumont Bonelli Bellacicco dove oggi ha sede il Museo spartano di Taranto.
La famiglia de Beaumont Bonelli ha abitato il palazzo sino agli inizi del 1900. A causa dell'estinzione della famiglia stessa il palazzo è stato venduto.
Nel 2002 il nucleo centrale del piano nobiliare e il sottostante ipogeo è stato restaurato dagli attuali proprietari (famiglia Bellacicco) riportando gli ambienti alle loro origini. 
La porzione restaurata del palazzo è oggi contenitore di eventi artistici e culturali oltre che meta di numerose visite turistiche.
Dal 2015 l'ipogeo di palazzo de Beaumont Bonelli accoglie il Museo Spartano di Taranto - Ipogeo Bellacicco

## Ipogeo Bellacicco - Museo Spartano
L'ipogeo de Beaumont Bonelli Bellacicco è una struttura ipogea situata al numero 39 della ringhiera del mar grande di Taranto (centro storico). La peculiarità che rende questa struttura unica in tutto il panorama storico-artistico tarantino è che in essa sono documentate tutte le epoche e i periodi storici a partire dalla fondazione di Taranto ad opera degli spartani a finire con il XVII sec. data di costruzione dell'omonimo palazzo nobiliare.
L'ipogeo, diviso in quattro sale (alte dai cinque agli otto metri), presenta una estensione di circa 700 metri quadrati e una profondità che arriva nei livelli più bassi (quattro complessivi) a 16 metri sotto il piano stradale e 4 metri sotto il livello del mare. La struttura , in posizione centrale rispetto all'isola del centro storico rappresenta un crocevia con le altre strutture ipogee del borgo antico che formano nel loro complesso il sistema della "Taranto sotterranea" che arrivano e si diramano proprio nell'ipogeo de Beaumont Bonelli Bellacicco.
Sebbene sia difficile stabilire con esattezza la data di costruzione e le varie evoluzioni storiche della struttura, tutti gli studi storici, archeologici e geologici riportano come data di prima edificazione dell'ipogeo al periodo di fondazione della città di Taranto quando gli spartani cavarono i primi banchi di roccia per costruire le prime edificazioni e fortificazioni. In epoca successiva questa zona del centro storico verrà infatti chiamata "zona delle Fogge (delle cave)". 
La struttura, di appartenenza e di gestione privata senza sovvenzionamenti pubblici, è attualmente sede dell'Associazione Culturale Filonide ed è l'unica struttura ipogea interamente restaurata e fruibile di tutto il centro storico. Il restauro della struttura, durato sei anni, è stato realizzato con i fondi familiari dei suoi attuali proprietari (la famiglia Bellacicco) senza finanziamenti pubblici o privati.
Nel 2007 ha ricevuto il riconoscimento di "bene culturale di rilievo nazionale" ad opera del Ministero dei Beni e delle Attività Culturali mediante apposizione di espositore all'ingresso della struttura. L'ipogeo è oggetto di numerose tesi di laurea in Italia e negli Stati Uniti e contenitore di eventi culturali e artistici di vario tipo
L'ipogeo Bellacicco è ad oggi l'unico ambiente sotterraneo del centro storico di Taranto ad essere stato recensito dalla Federazione Speleologica Pugliese ed è ufficialmente inserito nel catasto regionale delle cavità artificiali della Regione Puglia con numero PU_CA 668
Per la sua unicità architettonica l'Ipogeo de Beaumont Bellacicco è stato scelto come location per il nuovo video musicale di Mondo Marcio e Mina intitolato "Un bacio (troppo poco)"
Dal 2015 l'ipogeo Bellacicco ospita in maniera permanente l'allestimento del Museo spartano di Taranto, le visite ad esso sono gestite dall'associazione culturale Filonide 

### Sala Etra
Intitolata alla moglie del fondatore di Taranto e protagonista dell'episodio predetto dall'oracolo di Delfi che portò nel 706 ac alla fondazione della città, la sala presenta diverse strutture murarie di epoche e stili diversi. Sul fondo sud della sala è possibile osservare i resti delle mura di cinta della Taranto magno greca che dividono l'ipogeo con l'affaccio sul mar grande. Le pareti laterali della sala presentano una edificazione in “opus incertum” di periodo medioevale mentre sul fondo opposto della sala è nell'angolo di nord est è possibile riconoscere diversi blocchi di calcarenite (175000 anni) usati dagli spartani come base per la costruzione delle prime aree abitative. In particolare i diversi blocchi di calcarenite presentano resti fossili che testimoniano la loro datazione antichissima e la loro posizione in epoca antica sotto il livello del mare. Infine a metà e a tre quarti della sala è possibile riconoscere una struttura triarcata e quattro pilastri di rinforzo alle volte a botte (XVII sec.) che sostengono il soprastante palazzo nobiliare.

### Sala Falanto
In posizione attigua e parallela alla sala d'ingresso Etra la sala Falanto, intitolata al fondatore della città di Taranto, presenta diverse strutture storiche di rilievo nel suo livello inferiore e visibili attraverso le grate metalliche che attraversano tutta la sala. Sono documentati i resti di una stradina magno greca, un sistema di raccolta dell'acqua medioevale e un sistema di condotte idriche collegate con i pozzi di tutto il palazzo databili intorno al XVII sec, data di costruzione del palazzo. Sul versante sud della sala è presente un tunnel transitabile che collega l'ipogeo con uno sbocco direttamente sul livello del mar grande. La particolarità di questo tunnel (costruito probabilmente in periodo medioevale o tardo medioevale) è che l'unico (a parte quello più moderno della base della Guardia Costiera) del centro storico ad approdare direttamente sul livello del mare e non in posizione più alta sui bastioni del borgo antico. Il tunnel presenta sotto il piano di calpestio una condotta idrica medievale perfettamente conservata che convoglia le acque raccolte nell'ipogeo a mare.  Sul versante opposto della sala sono presenti le scale che portano nel cortile del palazzo nobiliare e un camino costruito con blocchi magno greci e copertura ferrea moderna. Similmente alla sala Etra, la sala Falanto presenta strutture parietali in calcarenite e in “opus incertum” e una copertura a botte in carparo dolce.

### Sala Filonide
Intitolata allo storico personaggio tarantino che presta il nome all'associazione che ha nella struttura la sua sede, la sala Filonide si sviluppa in posizione ortogonale alle due sale Etra e Falanto. Tale posizione è resa possibile dalla struttura trapezoidale del palazzo nobiliare che presenta una facciata stretta sull'affaccio a mare e una facciata sensibilmente più larga sulla facciata di via Paesiello (antica via delle Fogge) dove è presente il portale d'ingresso principale al palazzo.
La sala, la più grande e più alta (8 metri) delle quattro, presenta diverse stratificazioni storiche che rendono particolarmente complessa e interessante la sua analisi e osservazione. Le strutture murarie presentano, come le altre sale, strutture in calcarenite e in opus incertum stratificate una sull'altra tanto da rendere particolarmente chiara l'avvicendarsi delle epoche storiche. In questa sala è presente l'unica traccia romana dell'ipogeo rappresentata da una colonna che regge un blocco di calcarenite in prossimità di uno dei sei pozzi presenti nella struttura ipogea. Sul fondo nord ovest della sala sono presenti le scale che portano nella sottostante Sala Persefone e i resti di due collegamenti con gli altri ipogei della Taranto sotterranea; uno, murato, poco più alto del piano calpestabile e un altro a circa 5 metri di altezza chiuso da una porta lignea medioevale. Sul fondo sala opposto.
Lungo le pareti e sul versante opposto (quello sud est) sono presenti i resti fossili incastonati nei blocchi di calcarenite. La struttura presenta inoltre sei nicchie; due al livello del piano di calpestio di cui una avente funzione di convogliare l'acqua piovana e le altre quattro in alto a 6 metri di altezza affaccianti su via Paesiello. La copertura, come per le altre sale, è a botte in carparo dolce

### Sala Persefone
Intitolata alla dea dell'oltretomba molto venerata a Taranto in periodo greco, la sala Persefone è la sala più antica e profonda di tutto l'ipogeo de Beaumont Bonelli Bellacicco. La sala, situata in posizione parallela alla soprastante sala Filonide, si trova a 16 metri di profondità dal piano stradale e (nei livelli inferiori) a 4 sotto il livello del mare.  Interamente scavata nella roccia presenta numerosissimi resti murari greci e una struttura architettonica di difficile attribuzione sul versante sud est. La particolarità della sala, oltre alla presenza di strutture antichissime, è quella di essere percorsa sotto il pavimento da un fiume sotterraneo visibile. Il fiume raccoglie l'acqua proveniente dalle murge tarantine che passando nel sottosuolo del centro storico sbocca sia in mar grande che in mar piccolo dando luogo al singolare fenomeno delle sorgenti di acqua dolce denominati “Citri”. Le strutture idriche medioevali dell'ipogeo raccolgono i vari rami dei fiumi sotterranei nei pozzi e li convogliano infine a mare tramite le cisterne presenti sul piano inferiore (non visibile) alla sala Persefone e tramite le condotte idriche presenti al di sotto del tunnel a mare di Sala Falanto. La particolarità e la complessità dei sistemi idrici presenti all'interno della struttura denota la genialità architettonica dei suoi costruttori.

## Casa de Beaumont Bonelli Bellacicco
Situata al secondo piano del palazzo de Beaumont Bonelli in Corso Vittorio Emanuele II n 39 (Centro storico di Taranto) , la casa nobiliare è la perfetta rappresentante della ricchezza artistica della nobiltà tarantina nei secoli XVII e XVIII. Sebbene rappresenti sono una porzione dell'antica area abitativa nobiliare che un tempo comprendeva tutto il piano, la casa presenta elementi artistici tipici del suo periodo di costruzione.
L'ingresso presenta un soffitto ligneo con travoni alto 6 metri non decorato (le antiche decorazioni sono andate perdute) e pareti dove spicca l'emblema della famiglia de Beaumont Bonelli . Lo studiolo, che mette in comunicazione l'ingresso con la prima sala (detta "verde"), presenta un pavimento di maioliche del XVIII sec. e affreschi parietali. Sulla parete di destra sono presenti le scale che portano sui soppalchi (costruiti durante la fase di restauro nel 2002) dove sono presenti le camere da letto. Nel primo salone (detto "verde" per il colore predominante) sono presenti affreschi sia parietali che sul soffitto ligneo che riproducono motivi floreali a predominanza verde. Sulla parete di destra è presente un affresco realizzato dall'artista Silvana Galeone nel 2003 che rappresenta la continuità artistica tra gli antichi affreschi del XVIII sec e i nuovi affreschi degli anni 2000. Anche il salone verde presenta un pavimento di maioliche del XVIII sec. Il secondo salone (detto "giallo") è il più ricco di tutta la casa e presenta affreschi recanti panneggi rossi sulle pareti e affreschi sul soffitto gialli recanti immagini delle attività produttive della Taranto del XVIII sec.
Sono inoltre presenti numerosi volti di donna adornata da numerosi suppellettili preziose. Il pavimento reca mattonelle di ceramica di Vietri di color verde-blu che riprendono il colore del mare visibile dai balconi dei due saloni. Lungo le pareti del salone giallo sono presenti vari affreschi recanti scritte in latino e numerosi quadri e arazzi. La cucina della casa nobiliare presenta affreschi che riproducono immagini naturali (alberi, piante e animali da campagna) sul tetto e sulle pareti. In particolare la canna fumaria dell'antica fornacetta è stata dipinta e trasformata in albero di fichi. Il bagnetto attiguo alla cucina presenta affreschi sia sulle pareti che sul soffitto a predominanza rossa (color rosso porpora tarantino). La casa è stata restaurata dalla famiglia Bellacicco, attuali proprietari, ed è a disposizione della cittadinanza per le visite guidate